# Slick (wrestling)
Kenneth "Ken" Johnson, meglio conosciuto come Slick "The Doctor of Style" (Fort Worth, 8 dicembre 1957), è un ex manager di wrestling e predicatore statunitense.

## Inizi
Agli inizi di carriera, Johnson passò un breve periodo nella Texas All-Star Wrestling, facendo da manager a Madd Maxx e Lord Humongous. lasciò poi la TASW per la Central States Wrestling di Kansas City per diventare "The Doctor of Style" (it: Il dottore dello stile) Slick, personaggio heel caratterizzato dai modi altezzosi, dalla parlantina sciolta e dagli abiti eleganti, che spesso camminava "danzando" dinoccolato mentre accompagnava i suoi wrestler al ring. Tra i lottatori che guidò nella Central States ci furono Art Crews, Timothy Flowers, Bobby Jaggers, "Bulldog" Bob Brown, e Butch Reed. Slick e la sua scuderia si scontrarono con diversi beniamini del pubblico della federazione come Rufus R. Jones ed altri, prima che lui e Reed fossero costretti a lasciare la compagnia per aver perso un "Loser Leaves Town Match" contro Bruiser Brody.

## World Wrestling Federation
Slick debuttò in WWF nel settembre 1986 dopo aver dimostrato interesse verso la stable heel guidata da Freddie Blassie. Blassie non era nelle migliori condizioni di salute, e presto lasciò il posto a Slick per il prosieguo delle storyline. Inizialmente Slick iniziò a fare da manager a tutti i vecchi clienti di Blassie: Nikolai Volkoff, The Iron Sheik, e Hercules Hernandez
Il più grande successo di Slick come manager ebbe luogo quando prese nel suo gruppo Akeem (precedentemente conosciuto come One Man Gang) e Big Boss Man, tag team denominato "Twin Towers", e li guidò in match di alto livello contro superstar come Hulk Hogan e Randy Savage, i Mega Powers. Per la theme song di Slick, Jive Soul Bro (scritta da David Wolff, Vernie "Butch" Taylor, e Jeff Batter), venne girato appositamente anche un video musicale. Successivamente Slick farà da manager anche a Butch Reed, The Bolsheviks, Rick "The Model" Martel, i Power and Glory, e Warlord.
Nel novembre 1991, Slick mancò dalle scene per un lungo periodo a causa di un infortunio procuratogli da British Bulldog Davey Boy Smith. Ritornò dopo un mese di assenza con il suo personaggio diventato face, il religioso "Reverendo" Slick, rinnegando il passato da heel e con la volontà di diventare un uomo migliore. Questa gimmick era in parte tratta dalla sua vita reale, infatti Johnson era diventato di recente un "Cristiano rinato". Spesso appariva in WWF annunciando di volere fare un "sermone" (che invece era normalmente un semplice annuncio); nel quale però raramente (se non mai) nominava Gesù o Dio. La storyline principale di questa nuova identità fu quella nella quale strappò Kamala dalle grinfie dei precedenti manager Harvey Wippleman e Kim Chee, per convincerlo che lui non era solo un selvaggio mostro ugandese, ma un essere umano che meritava rispetto. Poco tempo dopo Johnson lasciò la federazione per dedicarsi a tempo pieno alla religione.

## WWE
Sick è tornato per una notte in WWE per celebrare il matrimonio di Daniel Bryan e AJ Lee durante la millesima puntata di Raw.

## Carriera dopo il wrestling
Johnson è attualmente un ministro della fede a Fort Worth, Texas. Il 1º aprile 2007, Johnson, riesumando la sua gimmick di Slick, è apparso a WrestleMania 23, ballando con altre superstar e leggende WWE.

## Personaggio

### Soprannomi
- The Doctor of Style
- The Slickster
- Jive Soul Bro
- Brother Slim

### Wrestler assistiti
- Akeem (alias The One Man Gang)
- Art Crews
- Big Boss Man
- Big Man Steel
- Bobby Jaggers
- Boris Zhukov
- Bulldog Bob Brown
- Butch Reed
- Earthquake
- Flyin' Brian Lee
- Hacksaw Higgins
- Hercules Hernandez
- The Iron Sheik
- J.R Hogg
- Kamala
- Lord Humongous
- Madd Maxx
- Moondog Moretti
- Nick Maniwa
- Nikolai Volkoff
- Paul Roma
- Rick Martel
- Shotgun Yan
- Timothy Flowers
- Warlord
- Zeus

## Titoli e riconoscimenti
- World Wrestling Federation
  - Slammy Award for Best Personal Hygiene (1987) con Nikolai Volkoff e Boris Zhukov
- IHW Entertainment Hall of Fame
  - (Classe del 2009)